# عبدالله ۲۲۶۳۸
سیارک ۲۲۶۳۸ (به انگلیسی: 22638 Abdulla، نامگذاری:1998MS31) بیست و دو هزار و ششصد و سی و هشتمین سیارک کشف شده‌است که در ۲۴ ژوئن ۱۹۹۸ کشف شد.
قدر مطلق سیارک برابر ۱۷.۸ است.